# قیز-کول (شهرستان سوزک)
قیز-کول (به لاتین: Kyz-Köl) یک منطقهٔ مسکونی در قرقیزستان است که در شهرستان سوزک واقع شده‌است. قیز-کول ۹۴۸ نفر جمعیت دارد.